# Cryptogonimidae
Cryptogonimidae sind eine Familie der Saugwürmer, die als Parasiten im Darm, selten auch in der Gallenblase oder Körperhöhle, von Fischen und Reptilien, selten auch von Amphibien leben.

## Merkmale
Die Körperdecke (Tegument) ist typischerweise mit Dornen besetzt. Mund-, Bauchsaugnapf und Pharynx sind gut entwickelt, wobei der Bauchsaugnapf kleiner oder gleich groß wie der des Mundes ist. Männliche und weibliche Geschlechtsorgane haben eine gemeinsame Mündung (Genitalporus) vor dem Bauchsaugnapf. Cirrus und Cirrussack fehlen. Das Exkretionsbläschen ist meist Y-förmig und die beiden Arme reichen vor dem Bauchsaugnapf bis zur Darmgabelung. Meist sind zwei Hoden ausgebildet. Das Samenbläschen ist mit dem Uterus verbunden. Es existiert ein Ovar, ein Receptaculum seminis und vermutlich immer auch ein Laurer-Kanal. Der Uterus liegt im Hinterkörper, verläuft gewunden und enthält zahlreiche, dunkel pigmentierte Eier. Ein Gonotyl ist meist vorhanden, bei einigen Gattungen sogar mehrere.
Die Abgrenzung zu den anderen Opisthorchioidea ist nicht anhand eines Merkmals, sondern nur durch Kombination mehrerer Merkmale möglich. Hierzu zählen dass die Hoden entfernt vom Hinterende, der Uterus meist weit bis hinter diese reicht und meist auch ein Gonotyl vorhanden ist. Darüber hinaus kann das Wirtsspektrum herangezogen werden.

## Systematik
Die Familie enthält folgende Gattungen:
- Acanthocollaritrema  Travassos, Freitas & Bührnheim, 1965
- Acanthosiphodera  Madhavi, 1976
- Acanthostomoides  Szidat, 1956
- Acanthostomum  Looss, 1899
- Adlardia  Miller, Bray, Goiran, Justine & Cribb, 2009
- Allometadena  Madhavii, 1976
- Anisocladium  Looss, 1902
- Anisocoelium  Lühe, 1900
- Anoiktostoma  Stossich, 1899
- Aphalloides  Dollfus, Chabaud & Golvan, 1957
- Aphallus  Poche, 1926
- Beluesca  Miller & Crib, 2007
- Biovarium  Yamaguti, 1934
- Brientrema  Dollfus, 1950
- Caimanicola  Freitas & Lent, 1938
- Caulanus  Miller & Crib, 2007
- Centrovarium  Stafford, 1904
- Chelediadema  Miller & Crib, 2007
- Cicesetrema  Pérez-Ponce de León, Castillo-Sanchez & Rosales-Casian, 1999
- Claribulla  Overstreet, 1969
- Cryptogonimus  Osborn, 1903
- Diplopharyngotrema  Yamaguti, 1958
- Euryakaina  Miller, Adlard, Bray, Justine & Cribb, 2010
- Exorchis  Kobayashi, 1921
- Gonacanthella  Sogandares-Bernal, 1959
- Gymnatrema  Morozov, 1955
- Gynichthys  Miller & Crib, 2009
- Isocoelioides  Zhukov, 1971
- Isocoelium  Ozaki, 1927
- Latuterus  Miller & Crib, 2007
- Lobosorchis  Miller & Crib, 2005
- Mehrailla  Srivastava, 1939
- Mehravermis  Machida, 2009
- Neometadena  Hafeezullah & Siddiqi, 1970
- Novemtestis  Yamaguti, 1942
- Opistognathotrema  Machida, 2009
- Orientodiploproctodaeum  Bhutta & Khan, 1970
- Paraisocoelium  Ozaki, 1932
- Perlevilobus  Miller & Crib, 2008
- Polycryptocylix  Lamothe-Argumedo, 1970
- Polyorchitrema  Srivastava, 1939
- Proctocaecum  Baugh, 1957
- Pseudoacanthostomum  Caballero, Bravo-Hollis & Grocott, 1953
- Pseudocryptogonimus  Yamaguti, 1958
- Pseudometadena  Yamaguti, 1952
- Retrobulla  Crib, 1985
- Retrovarium  Miller & Crib, 2007
- Siphodera  Linton, 1910
- Siphoderina  Manter, 1934
- Siphomutabilus  Miller & Crib, 2013
- Stegopa  Linton, 1910
- Stemmatostoma  Crib, 1986
- Tandemorchis  Lü, 1993
- Telogaster  Macfarlane, 1945
- Timoniella  Rebecq, 1960
- Varialvus  Miller, Bray, Justine & Crib, 2010

Obsolete Synonyme der Familie sind Acanthocollaritrematidae, Acanthostomidae, Isocoelidae und Siphoderidae.